# Jonathan Bornstein
Jonathan Bornstein (Torrance, 1984. november 7. –) amerikai válogatott labdarúgó, a salvadori Vida hátvédje.

## Pályafutása

### Klubcsapatokban
Bornstein a kaliforniai Torrance városában született. Az ifjúsági pályafutását az Irvine Strikers akadémiájánál kezdte.
2006-ban mutatkozott be a Chivas USA első osztályban szereplő felnőtt keretében. 2011-ben a mexikói Tigres UANL szerződtette. A 2013–14-es szezon második felében az Atlante, míg a 2014–15-ös szezonban a Querétaro csapatát erősítette kölcsönben. A lehetőséggel élve, 2015-ben a Querétarohoz igazolt. 2018-ban az izraeli Makkabi Netánjához csatlakozott. 2019. július 22-én szerződést kötött a Chicago Fire együttesével. Először a 2019. július 28-ai, DC United ellen 0–0-ás döntetlennel zárult mérkőzésen lépett pályára. Első gólját 2020. március 7-én, a New England Revolution ellen 1–1-es döntetlennel zárult találkozón szerezte meg. 2023. január 11-én a salvadori Vidához írt alá.

### A válogatottban
Bornstein 2007-ben debütált az amerikai válogatottban. Először 2007. január 20-án, Dánia ellen 3–1-re megnyert barátságos mérkőzésen lépett pályára és egyben meg is szerezte első válogatott gólját.

## Statisztikák
2023. január 26. szerint
| Klub         | Szezon   | Osztály       | Bajnokság | Bajnokság | Kupa  | Kupa | Nemzetközi | Nemzetközi | Összesen | Összesen |
| Klub         | Szezon   | Osztály       | Meccs     | Gól       | Meccs | Gól  | Meccs      | Gól        | Meccs    | Gól      |
| ------------ | -------- | ------------- | --------- | --------- | ----- | ---- | ---------- | ---------- | -------- | -------- |
| Chicago Fire | 2019     | MLS           | 11        | 0         | 0     | 0    | —          | —          | 11       | 0        |
| Chicago Fire | 2020     | MLS           | 20        | 1         | 0     | 0    | —          | —          | 20       | 1        |
| Chicago Fire | 2021     | MLS           | 30        | 0         | 0     | 0    | —          | —          | 30       | 0        |
| Chicago Fire | 2022     | MLS           | 22        | 1         | 0     | 0    | —          | —          | 22       | 1        |
| Chicago Fire | Összesen | Összesen      | 83        | 2         | 0     | 0    | 0          | 0          | 83       | 2        |
| Vida         | 2022–23  | Liga Nacional | 2         | 0         | 0     | 0    | —          | —          | 2        | 0        |
| Összesen     | Összesen | Összesen      | 85        | 2         | 0     | 0    | 0          | 0          | 85       | 2        |

### A válogatottban
| Válogatott       | Év       | Pályára lépés | Gól |
| ---------------- | -------- | ------------- | --- |
| Egyesült Államok | 2007     | 12            | 1   |
| Egyesült Államok | 2008     | 1             | 0   |
| Egyesült Államok | 2009     | 13            | 1   |
| Egyesült Államok | 2010     | 10            | 0   |
| Egyesült Államok | 2011     | 2             | 0   |
| Összesen         | Összesen | 38            | 2   |

#### Góljai a válogatottban
| # | Időpont           | Helyszín                                                                  | Ellenfél   | Gólok | Eredmény | Kiírás               |
| - | ----------------- | ------------------------------------------------------------------------- | ---------- | ----- | -------- | -------------------- |
| 1 | 2007. január 20.  | Home Depot Center, Carson, Amerikai Egyesült Államok                      | Dánia      | 2–1   | 3–1      | Barátságos mérkőzés  |
| 2 | 2009. október 14. | Robert F. Kennedy Memorial Stadion, Washington, Amerikai Egyesült Államok | Costa Rica | 2–2   | 2–2      | 2010-es VB-selejtező |

## Sikerei, díjai
Tigres UANL
- Liga MX
  - Bajnok (1): 2011 Apertura
  - Ezüstérmes (1): 2014 Apertura

Querétaro
- Copa MX
  - Győztes (1): 2016 Apertura

- Supercopa MX
  - Győztes (1): 2017

Amerikai válogatott
- CONCACAF-aranykupa
  - Győztes (1): 2007